# 埃泰尔西
埃泰尔西（法語：Étercy，法語發音：[etɛʁsi]）是法国上萨瓦省的一个市镇，位于该省中西部，属于阿讷西区。

## 地理
埃泰尔西（45°53'27"N, 6°0'34"E）面积4.55 平方千米，位于法国奥弗涅-罗讷-阿尔卑斯大区上萨瓦省，该省份为法国东部省份，历史上为薩伏依的一部分，北与瑞士接壤，西接安省，南至萨瓦省，东与瑞士和意大利接壤。
与埃泰尔西接壤的市镇（或旧市镇、城区）包括：沙瓦诺、菲耶尔河畔欧特维尔、洛瓦尼、马尔塞拉阿尔巴奈、沃村。
埃泰尔西的时区为UTC+01:00、UTC+02:00（夏令时）。

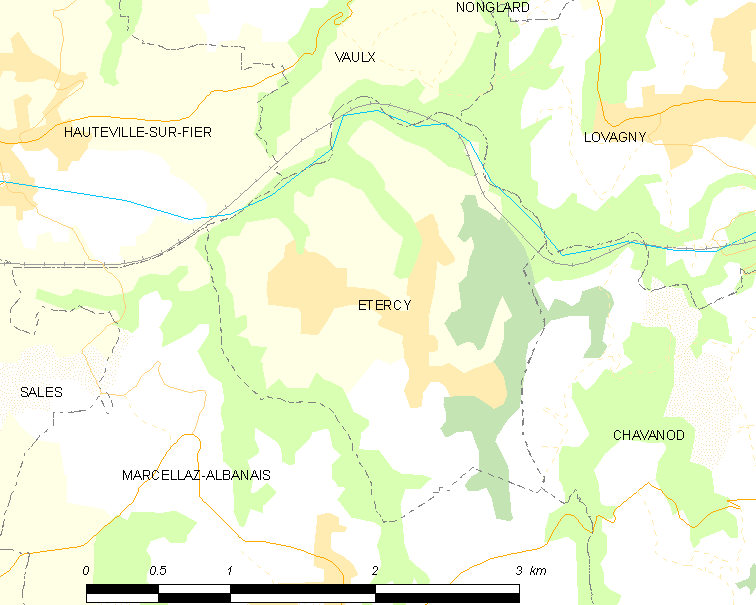
埃泰尔西的OSM定位图

## 行政
埃泰尔西的邮政编码为74150，INSEE市镇编码为74117。

## 政治
埃泰尔西所属的省级选区为吕米伊县。

## 交通
上萨瓦省省道D238线经过埃泰尔西境内，有客运巴士前往省会阿讷西。

## 人口

1962-2008年间埃泰尔西人口变化图示

埃泰尔西于2022年1月1日时的人口数量为976人。